# لاديندورف
لاديندورف (بالألمانية: Ladendorf) هي مدينة في منطقة ميستلباخ في ولاية النمسا السفلى.